# Adama (entreprise)
Pour les articles homonymes, voir Adama.
Adama Agricultural Solutions (anciennement Makhteshim Agan Industries) est une entreprise agrochimique d'origine israélienne spécialisée dans la production et la distribution au niveau mondial de marques hors-brevets de produits phytosanitaires. 

## Histoire
Makhteshim-Agan a été créée en 1997 en Israël, sous forme d'une société cotée en bourse. Elle résultait de la fusion de deux anciennes sociétés, Makhteshim (1952) et Agan (1945), toutes deux impliquées dans la fabrication de solutions de protection des cultures. 
En 2011, la société a été acquise par ChemChina et Koor Industries pour 2,4 milliards de dollars.
En 2014, l'entreprise est mondialement renommée sous le nom d'Adama Agricultural Solutions.
En septembre 2016, Adama annonce son acquisition par Sanonda, une entreprise chinoise pour 2,8 milliards de dollars. Plus tôt dans l'année, la participation de 40 % que ne détenait pas ChemChina dans Adama a été acquise pour 1,4 milliard de dollars. 